# Ветрино (село, Болгария)
Ветрино (болг. Ветрино) — село в Болгарии. Находится в Варненской области, входит в общину Ветрино. Население составляет 1106 человек.

## Политическая ситуация
Ветрино подчиняется непосредственно общине и не имеет своего кмета.
Кмет (мэр) общины Ветрино — Георги Димитров Андреев (Граждане за европейское развитие Болгарии (ГЕРБ)) (с 2011 года) по результатам выборов.

В деревне расположена штаб-квартира Болгарской политической партии "Величие".